# Yassin Idbihi
Yassin Markus Idbihi (Colonia, 24 luglio 1983) è un dirigente sportivo ed ex cestista tedesco.

## Palmarès
- Campionato tedesco: 3

Bayern Monaco: 2013-14
Brose Bamberg: 2015-16, 2016-17
- Coppa di Germania: 2

Alba Berlino: 2013
Brose Bamberg: 2017
- Supercoppa tedesca: 1

Brose Bamberg: 2015